# Adoniram

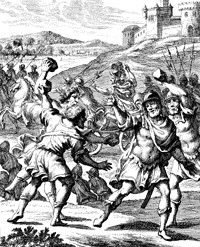
Grabado en madera que representa la lapidación de Adoniram, de Johann Christoph Weigel, 1695.

Adoniram (en hebreo אדונירם, traducido como Adoniram, 'mi Señor es exaltado', o como forma alternativa, Adoram, אדורם, 'el Señor es exaltado'; también, Adonhiram) fue hijo de Abdá y es un personaje bíblico del Antiguo Testamento, recaudador de impuestos durante más de cuarenta años, desde los últimos años del reinado del rey David hasta el reinado de Roboam. En el lenguaje del Tanaj, estaba 'sobre el tributo', es decir, la leva o trabajo obligatorio. 
Adoniram era el encargado de los cortadores de madera reclutados y enviados al Líbano durante la construcción del templo del rey Salomón. Reinando Roboam, el pueblo de Israel se rebeló contra las levas de los ciudadanos libres, y Adoniram, cuando estaba haciendo su trabajo, fue lapidado por ello hasta su muerte.
Francisco Diago, en sus Anales del Reyno de Valencia de 1613, en su intento de mitologizar los orígenes del Reino de Valencia menciona a Adoniram como que habría sido enviado a España a recaudar impuestos a los judíos.